# Mascali
Mascali é uma comuna italiana da região da Sicília, província de Catania, com cerca de 11.075 habitantes. Estende-se por uma área de 37 km², tendo uma densidade populacional de 299 hab/km². Faz fronteira com Fiumefreddo di Sicilia, Giarre, Piedimonte Etneo, Riposto, Sant'Alfio.

## Demografia
| Variação demográfica do município entre 1861 e 2011                               |
|                                                                                   |
| Fonte: Istituto Nazionale di Statistica (ISTAT) - Elaboração gráfica da Wikipedia |